# علی شکوهی
علی شکوهی (زادۀ ۱۳۳۸، بهشهر) روزنامه‌نگار، نویسنده و فعال سیاسی اهل ایران است. او معاونت فرهنگی موسسه جام‌جم و مشاور مدیر مسئول روزنامه کیهان را در سابقه خود دارد.

## زندگی‌نامه
علی شکوهی زاده ۱۳۳۸ در بهشهر مازندران است. او پیش از انقلاب ۱۳۵۷ ایران در جریان مبارزات مردم علیه حکومت پهلوی ۲ بار در سال‌های ۱۳۵۴ و ۱۳۵۷ بازداشت و ۷ ماه را در زندان سپری کرد. وی دارای مدرک کارشناسی در رشته فلسفه از دانشگاه تهران است. او پس از پیروزی انقلاب ۱۳۵۷ ایران همکاری خود را با صدا و سیما آغاز کرد و تا سال ۱۳۶۳ همکاری خود را با این سازمان ادامه داد. پس از آن تا سال ۱۳۶۴ در روابط عمومی نخست‌وزیری مشغول به کار شد و به دنبال آن به فعالیت‌های مطبوعاتی و سیاسی خود ادامه داد. وی در جریان برخورد نهادهای حکومتی با روزنامه نگاران در سال ۱۳۸۵ به اتهام انتشار خبر استعفای فیروزآبادی  بازداشت و پس از مدتی آزاد شد.
او در انتخابات دهم ریاست جمهوری ایران، از اصولگرایان حامی میرحسین موسوی و عضو شورای سیاستگذاری ستاد میرحسین موسوی بود.
وی در انتخابات دوره یازدهم ریاست جمهوری ایران از اصلاح‌طلبان حامی روحانی بود و حمایت خود را از حسن روحانی اعلام کرد. 

## فعالیت‌های مطبوعاتی و سیاسی
از جمله فعالیت‌های مطبوعاتی و سیاسی علی شکوهی به موارد زیر می‌توان اشاره نمود:
- نویسنده، دبیر سرویس سیاسی و سردبیر نشریه «کیهان هوایی» (۱۳۶۵–۱۳۷۱)
- نویسنده و مشاور مدیر مسئول «روزنامه کیهان» تحت مدیریت سیدمحمد خاتمی (۱۳۷۱)
- نویسنده و عضو شورای سردبیری هفته‌نامه «صبح» (۱۳۷۳–۱۳۷۶)
- نویسنده و عضو شورای سردبیری هفته‌نامه توقیف شده «ارزش‌ها» (۱۳۷۶–۱۳۷۹)[۴]
- نویسنده و عضو شورای سردبیری هفته‌نامه «تهران امروز» از سال (۱۳۷۹–۱۳۸۰)[۵]
- سردبیر و نویسنده مجله «بینش سبز» (۱۳۸۰–۱۳۸۱)[۶]
- نویسنده «روزنامه انتخاب» (۱۳۸۱–۱۳۸۳)[۶]
- همکاری با سازمان فرهنگ و ارتباطات اسلامی به عنوان مشاور معاونت ارتباطات در امور رسانه‌ای و انتشار نشریه «چشم‌انداز فرهنگی» (۱۳۸۲–۱۳۸۳)
- معاون فرهنگی موسسه جام‌جم (۱۳۸۳–۱۳۸۹)
- همکاری با آموزش و پرورش در زمینه آموزش و تربیت سیاسی و برگزاری دوره‌های ضمن خدمت
- عضویت در شورای تربیت سیاسی وزارت آموزش و پرورش و انتشار نشریه دیواری «پنجره باز» و ماهنامه «تربیت سیاسی»[۷]
- همکاری با سازمان صدا و سیما در راه‌اندازی «شبکه رادیویی گفت و گو» به عنوان عضو شورای سیاست گذاری و مشاور مدیر شبکه و سردبیر برنامه و کارشناس مجری (۱۳۸۵–۱۳۸۷)[۸]
- همکاری در راه‌اندازی و مدیریت سایت خبری تحلیلی «بازتاب» و «پایگاه خبری فردا»[۸]
- مدیریت وبگاه شخصی نقد زمانه

## تالیفات و مقالات
- مقدمه‌ای بر شناخت ملاک‌ها در مرزبندی‌های اجتماعی
- ولی فقیه، منصوب یا منتخب؟
- رویارویی (مناسبات ایران و آمریکا)
- جریان‌شناسی گروه‌های سیاسی پس از انقلاب[۵]